# Libysche Küstenwache
Die libysche Küstenwache (arabisch جهاز حرس السواحل وأمن المواني, DMG Ǧihāz Ḥirs as-Sawāḥil wa-Amn al-Mawānī ‚Organisation für Küstenwache und  Hafensicherheit‘) ist Teil der Libyschen Marine. Unklar ist, welchem Defacto-Machthaber die Einheiten unterstehen.
Unterstützt von der EU und ihren Mitgliedstaaten fängt die libysche Küstenwache Flüchtlinge und andere Migranten regelmäßig in libyschen und internationalen Gewässern ab und bringt sie nach Libyen zurück, wo sie in der Regel interniert werden. Kommentatoren sehen darin eine Auslagerung von Grenzkontrollen und Zurückweisungsaktionen auf libysche Behörden, die außerhalb der Europäischen Menschenrechtskonvention agieren.

## Geschichte
1970 wurde die zuvor getrennte libysche Zoll- und Hafenpolizei mit der Libyschen Marine unter dem Kommando des Verteidigungsministeriums zusammengelegt. Ihr Aufgabengebiet erweiterte sich somit auf die Bekämpfung des Schmuggels und die Durchsetzung der Zollgesetze. Zur Wahrnehmung dieser Aufgaben wurde die Küstenwache als Gliederung unter dem Oberkommando der Libyschen Marine gegründet.
Libyens Küstenwache bestellte daraufhin zehn 32-Meter-Patrouillenboote vom Typ PV30-LS in Kroatien. Im Mai 2006 lieferte die Werft Adria-Mar die ersten beiden Boote mit einer Verdrängung von 130 Tonnen an die libysche Küstenwache. Weitere Boote mit einer geringeren Verdrängung von 116 Tonnen folgten.
Muammar al-Gaddafi und der damalige italienische Ministerpräsident Silvio Berlusconi unterzeichneten 2008 den Italienisch-Libyschen Freundschaftsvertrag, der u. a. vorsah, italienische Patrouillenboote an die libysche Küstenwache zu liefern. Der damalige Innenminister Roberto Maroni übergab vier Boote an Tripoli. Während der Kämpfe 2011 wurden die Boote beschädigt und befanden sich seit 2012 in Italien zur Reparatur. Marco Minniti stellte in Aussicht, dass die Boote an die von Italien und der EU anerkannte Regierung As-Sarradsch zurückgegeben werden.
Masoud Abdel Samad ist Chef des „International Cooperation Centre“ der Küstenwache. Laut Medienberichten ist Kommodore Abdalh Toumia Leiter der Küstenwache. Die Stärke der Küstenwache wurde bis zum Bürgerkrieg mit rund 1000 Mann angegeben. Nach dem Bürgerkrieg 2011 und dem ihm folgenden, noch andauernden zweiten Bürgerkrieg ab 2014 erheben Fayiz as-Sarradsch (Tripolitanien) und Chalifa Haftar den Anspruch, der legitimen Regierung Libyens vorzusitzen.

## Unterstützung durch Europa
Im Mai 2013 beschloss die EU Libyen durch die European Union Border Assistance Mission in Libya (EUBAM Libya) beim kurzfristigen Aufbau von Kapazitäten zur verstärkten Sicherung u. a. der Seegrenzen zu unterstützen.
Im Juni 2016 weitete die EU das Mandat für die Marineoperation EU NAVFOR Med auf die Ausbildung der libyschen Küstenwache und Marine aus, um Schleuser zu bekämpfen, Menschenhandel in Libyen zu unterbinden und Such- und Rettungsmaßnahmen (Seenotrettung) durchzuführen. Laut internen Dokumenten wurden zwischen 2015 und 2019 355 Angehörige der libyschen Küstenwache von EU NAVFOR Med zur Durchführung von Rettungseinsätzen und zur Eindämmung des Menschenhandels geschult.
Die Europäische Union möchte die libysche Küstenwache heute als wirksames Mittel gegen Migration in die EU einsetzen. Im Februar 2017 sagte Libyen durch die UN-anerkannte Regierung in Tripoli zu, die Migration nach Europa von Libyens Küste aus zu unterbinden. Im Sommer 2017 beschloss die EU-Kommission, 46 Millionen Euro für eine Stärkung der libyschen Küstenwache und den Schutz der Südgrenze des Landes zu transferieren.
Auf ein Ersuchen des international anerkannten libyschen Premiers Fayiz as-Sarradsch und, um die libysche Küstenwache technisch und logistisch zu unterstützen, schickte Italien zwei Schiffe. Die EU will 300–500 Libyer für die Küstenwache ausbilden. Diese sollen laut der EU-Außenbeauftragten Federica Mogherini Kontrollmechanismen unterworfen werden. Die Streitkräfte Maltas bildeten 2017 bereits Angehörige der libyschen Küstenwache aus.
Beim EU-Afrika-Gipfel Ende 2017 wurde eine Task Force aus Vertretern der EU, der Afrikanischen Union und der Vereinten Nationen gegründet, welche die humanitäre Situation von Flüchtlingen und Migranten, vor allem in Libyen, verbessern soll:
- Zugang für internationale Hilfsorganisationen zu Lagern, die unter der Libyschen Einheitsregierung stehen.
- Ausweitung der freiwilligen Rückkehr. Die Afrikanische Union erklärte sich bereit, Rückführungen aus Libyen unbürokratisch zu organisieren.
- Verbesserter Informationsaustausch und Aufklärungskampagnen.
- Austausch legaler Migration nach Europa
- Unterstützung der Stabilisierungsbemühungen. Die EU und ihre Mitgliedstaaten vereinbarten den Europäischen Außeninvestitionsplan, der private Investitionen in Afrika unterstützen und fördern soll. Mit einem Fondsvolumen von 3,35 Milliarden Euro sollen bis zu 44 Milliarden Euro an Investitionen mobilisiert werden. Durch die Stärkung der afrikanischen Wirtschaft sollen afrikanische Jugendliche motiviert werden in ihren Heimatländern zu bleiben.

Die Rückführung soll wie folgt geschehen:
Das UN-Flüchtlingshilfswerk soll zunächst politisch Verfolgte und Arbeitsmigranten identifizieren. Politisch Verfolgte sollen zunächst in die Nachbarländer Niger und Tschad in Sicherheit gebracht werden und dann auf aufnahmewillige Länder verteilt werden. Arbeitsmigranten sollen unter der Verantwortung der Afrikanischen Union und mit Unterstützung durch die Internationale Organisation für Migration in ihre Herkunftsländer zurückkehren, wobei die EU Gelder zur Wiedereingliederungshilfe zur Verfügung stellt.
Weiterhin wurden legale Migrationskanäle für Arbeit und Ausbildung in EU-Staaten vereinbart.
Bis April 2018 wurden 20.000 Migranten mit EU-Geldern in ihre Heimatländer zurückgebracht. 137 Menschenhändler wurden festgenommen und der italienischen Justiz übergeben. Libysche Behörden haben inzwischen 20 der 53 Internierungslager geschlossen. EU-Länder nehmen im Rahmen des Umsiedlungsprogramms bis 2019 50.000 Migranten auf, Deutschland hat sich bereit erklärt 10.000 Migranten zu übernehmen.
Von den seit 2015 geflossenen EU-Unterstützungsleistungen wurden nach einem AP-Bericht von 2019 „riesige Beträge“ an Milizionäre und Menschenschmuggler abgezweigt.

## Rezeption
Von Beginn der Unterstützung durch Italien und die EU (Februar 2017) bis Anfang Juli 2017 rettete die libysche Küstenwache bereits 10.000 Menschen aus Seenot.
Es gibt Anschuldigungen gegen Angehörige der Küstenwache, die Boote und deren Außenbordmotore beschlagnahmten, um sie an Schlepper zu verkaufen. Es wird auch von Kollaborationen der Küstenwache mit Schlepperbanden in einigen Küstenabschnitten berichtet.
Die libysche Küstenwache gilt als notorisch korrupt und von regional unterschiedlichen Bürgerkriegsparteien gesteuert, die teilweise mit Menschenschmugglern zusammenarbeiten. Abd Al Rahman al-Milad, der die Küstenwache im Abschnitt Zawiya leitet, wurde im Juni 2018 auf die UN-Sanktionsliste gesetzt. Ihm wird vorgeworfen, selbst Menschenschmuggel zu betreiben und mit anderen Menschenschmugglern zusammenzuarbeiten, sowie die Versenkung eines Flüchtlingsbootes mit Schusswaffen.
Der Spiegel berichtete 2017, die Libysche Küstenwache habe die deutsche Fregatte Mecklenburg-Vorpommern (F 218) 50 Kilometer vor der Küste des Landes am 1. November 2017 bedrängt. Die Fregatte war als Teil der EU-Operation Sophia unterwegs und wollte ein Schleuserboot untersuchen. Laut dem Bericht näherte sich ein Boot der Küstenwache in hoher Geschwindigkeit, die Fregatte navigierte sich daraufhin zwischen Schleuserboot und Küstenwache. Das Patrouillenboot der Küstenwache soll daraufhin abgedreht sein und mehrmals ins Wasser geschossen haben. Der Fregattenkapitän beschwerte sich laut Spiegel bei der Küstenwache, woraufhin deren Kommodore Abdalh Toumia sich offiziell entschuldigt habe und von einem Versehen sprach.
Im März 2019 berichtete Buzzfeed News, dass das libysche Seenotrettungscenter der Küstenwache in Notfällen sehr oft nicht zu erreichen sei und dass dort entgegen der Seenotrettungkonvention von 1979 kein englischsprachiges Personal ständig verfügbar sei. Zudem würden Notrufe einfach unterbrochen.

## Klage gegen Italien
Human Rights Watch formulierte 2016, dass die EU durch die Ausbildung der libyschen Küstenwache versuchen würde, das Nichtzurückweisungsprinzip durch die Auslagerung der Drecksarbeit an Libyen zu umgehen und dass das individuelle Recht auf ungehinderte Ausreise verletzt würde.
Es sind mehrere Fälle dokumentiert, in denen die libysche Küstenwache mit gefährlichen Manövern Flüchtlinge und Vertreter von Rettungsorganisationen in Gefahr gebracht hat. Im Juli 2017 teilte der Internationale Strafgerichtshof in Den Haag mit, dass er Untersuchungen gegen die libysche Küstenwache wegen angeblicher Angriffe auf Seenotrettungs-NGOs eingeleitet habe.
UNHCR-Leiter Seid al-Hussein bezeichnete die europäische Politik der Unterstützung der libyschen Küstenwache, um Migranten abzufangen und nach Libyen zurückzubringen, im November 2017 als unmenschlich.
Im Mai 2018 reichten von der libyschen Küstenwache außerhalb der libyschen Hoheitsgewässer aus Seenot gerettete Migranten unterstützt von NGOs Klage beim Europäischen Gerichtshof für Menschenrechte ein. Die Kläger werfen Italien vor, ihre Menschenrechte dadurch verletzt zu haben, dass Italien die effektive Steuerung der Seenotrettung durch die libysche Küstenwache durch das MRCC in Rom und italienische Kriegsschiffe in Tripolis ausübe und deshalb mitverantwortlich sei, wenn die Geretteten anschließend in libyschen Internierungslagern misshandelt würden. Von den 17 Klägern waren 2 von der libyschen Küstenwache gerettet und zurück nach Libyen gebracht worden. Dort seien sie gefoltert worden. Nachdem sie sich zu einer Rückreise in ihr Heimatland Nigeria bereiterklärt hätten, seien sie dorthin zurückgebracht worden. Aus Italien wurde zu der Klage noch keine Stellungnahme abgegeben. Italienische Vertreter verteidigten allgemein die Zusammenarbeit mit der libyschen Küstenwache und erklärten, dass viele Menschen dadurch gerettet worden seien und zudem die Zahl der Migranten, die ihr Leben libyschen Schmugglern und seeuntüchtigen Schlauchbooten anvertrauen, gesenkt werden konnte. Die Menschenrechtsbeauftragte Dunja Mijatović des Europarates wies als unabhängige Verfahrensbeobachterin den EGMR darauf hin, dass die Menschenrechtsverstösse in Libyen gut dokumentiert seien und die europäischen Staaten bei ihrer Zusammenarbeit mit der libyschen Küstenwache sicherstellen müssten, dass die Menschenrechte beachtet werden.

## Rechtsquellen
- Beschluss (GASP) 2017/1338 des Rates vom 17. Juli 2017 zur Änderung des Beschlusses (GASP) 2015/1333 über restriktive Maßnahmen angesichts der Lage in Libyen. EUR-Lex, Access to European Law
- Beschluss (GASP) 2017/1385 des Rates vom 25. Juli 2017 zur Änderung des Beschlusses (GASP) 2015/778 über eine Militäroperation der Europäischen Union im südlichen zentralen Mittelmeer (EUNAVFOR MED Operation SOPHIA) DER. In: Amtsblatt der Europäischen Union. 26. Juli 2017.
- Beschluss (GASP) 2017/2162 des Rates vom 20. November 2017 zur Änderung des Beschlusses 2013/233/GASP über die Mission der Europäischen Union zur Unterstützung des integrierten Grenzmanagements in Libyen (EUBAM Libyen)

## Film
- EU setzt weiter auf libysche Küstenwache, ZDF-Reportage zur umstrittenen Rettungsaktion vom 6. November 2017